# Сажинский район
Сажинский район — административно-территориальная единица в составе Свердловской области РСФСР, существовавшая в 1944—1963 годах. Административный центр — село Сажино.
Сажинский район был образован в ноябре 1944 года. В его состав были переданы следующие территории:
- из Артинского района: Большекарзинский, Малокарзинский, Малотавринский, Могильниковский и Новозлатоустовский сельсоветы
- из Манчажского района: Бугалышский, Голенищевский, Сажинский, Сарсинский и Русско-Тавринский с/с

25 сентября 1959 года упразднён Малотавринский с/с, а его территория разделена между Могильниковским и Русско-Тавринским с/с.
21 апреля 1961 года Голенищевский с/с был присоединён к Бугалышскому с/с, Новозлатоустовский — к Малокарзинскому, Русско-Таврический — к Сажинскому. Образован Саргаинский с/с.
27 июля 1962 года Могильниковский с/с был переименован в Свердловский.
1 февраля 1963 года Сажинский район был упразднён, а его территория (Большекарзинский, Бугалышский, Малокарзинский, Сажинский, Сарсинский и Свердловский с/с) включена в Красноуфимский сельский район.